# جان یانگ
جان واتس یانگ (به انگلیسی: John Watts Young) (زاده ۲۴ سپتامبر ۱۹۳۰ – مرگ ۵ ژانویهٔ ۲۰۱۸) فضانورد ناسا و نهمین انسانی است که طی مأموریت آپولو ۱۶ بر کره ماه گام نهاد. او همچنین در نخستین پرواز شاتل فضایی ناسا فرمانده پرواز و خلبان شاتل بود.
او در سان فرانسیسکو، کالیفرنیا متولد و در اورلندو، فلوریدا بزرگ شد. پس از پایان دوره کارشناسی در رشته مهندسی هوافضا در مؤسسه فناوری جورجیا در سال ۱۹۵۲ به نیروی دریایی ایالات متحده آمریکا پیوست.
یانگ در سال ۱۹۶۲ میلادی به برنامه فضانوردی ناسا پیوست و در سال ۲۰۰۴ پس از ۴۲ سال خدمت بازنشسته شد. او با شش مأموریت فضایی یکی از پرتجربه‌ترین فضانوردان ناسا محسوب می‌شد. او در میانه دهه ۱۹۶۰ دو بار با فضاپیماهای پروژه جمنای و دوبار با فضاپیماهای برنامه فضایی آپولو به فضا و کره ماه رفت.

## نگارخانه

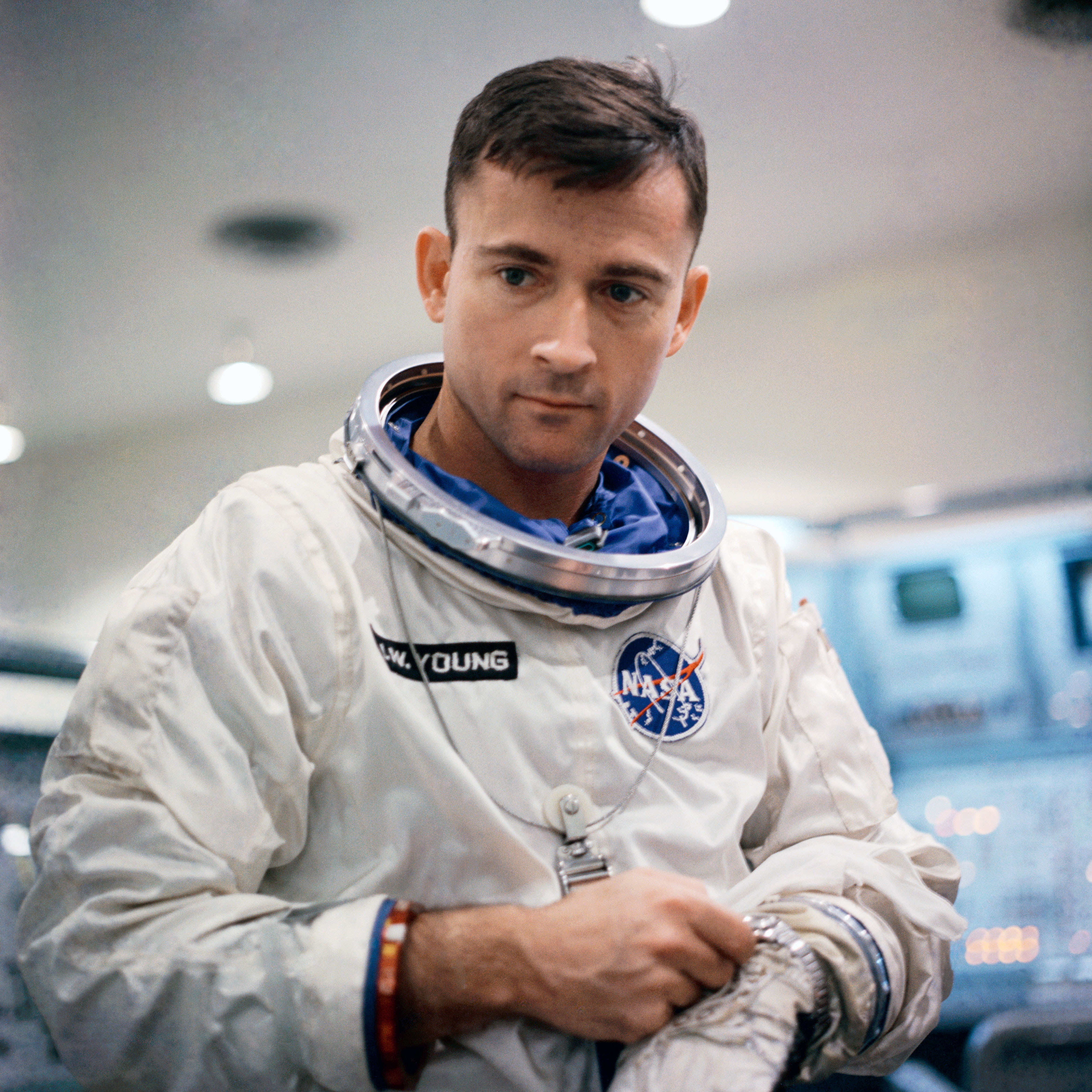
Young, age 34, as pilot of Gemini 3
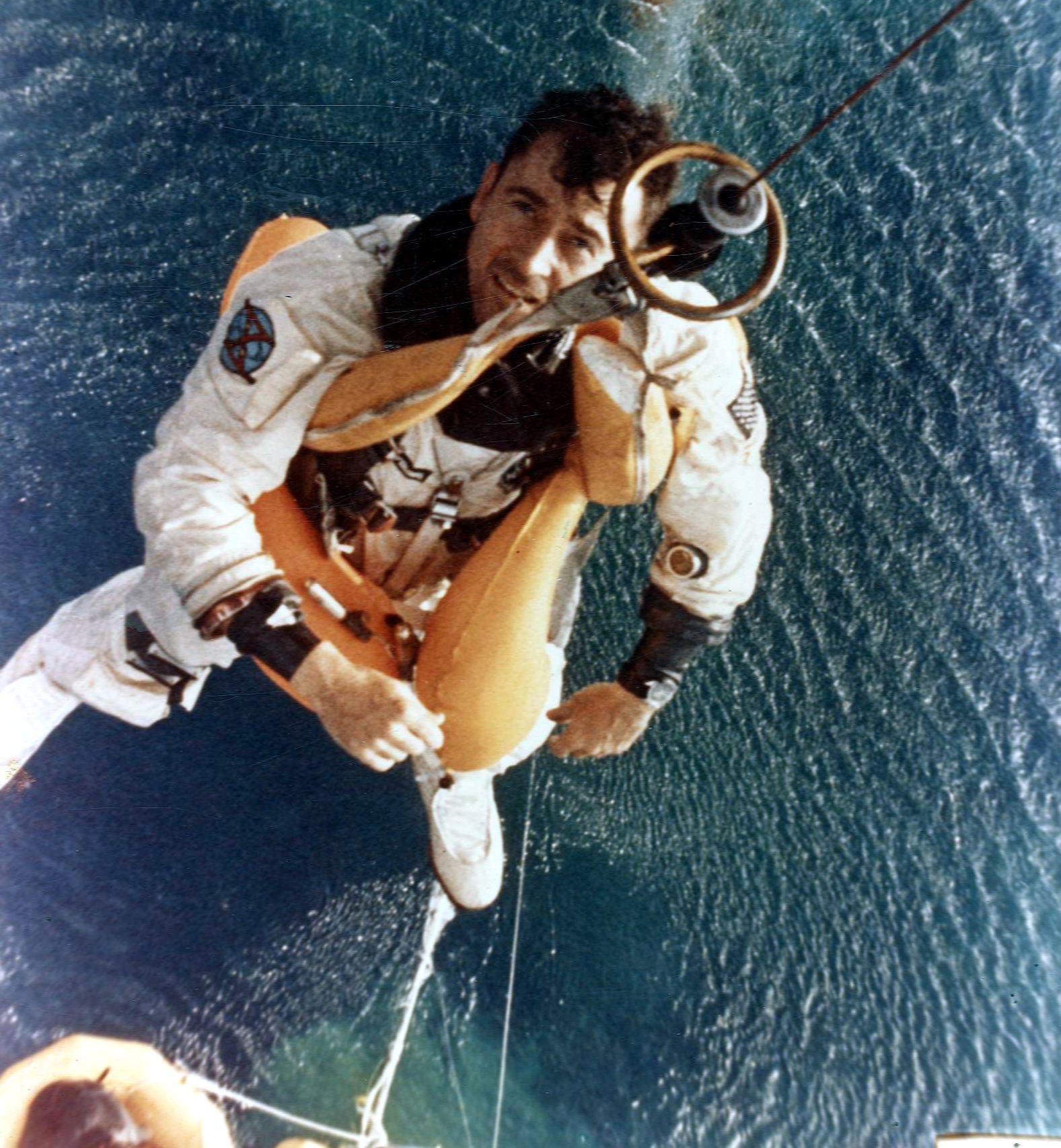
Young following splashdown of Gemini 10
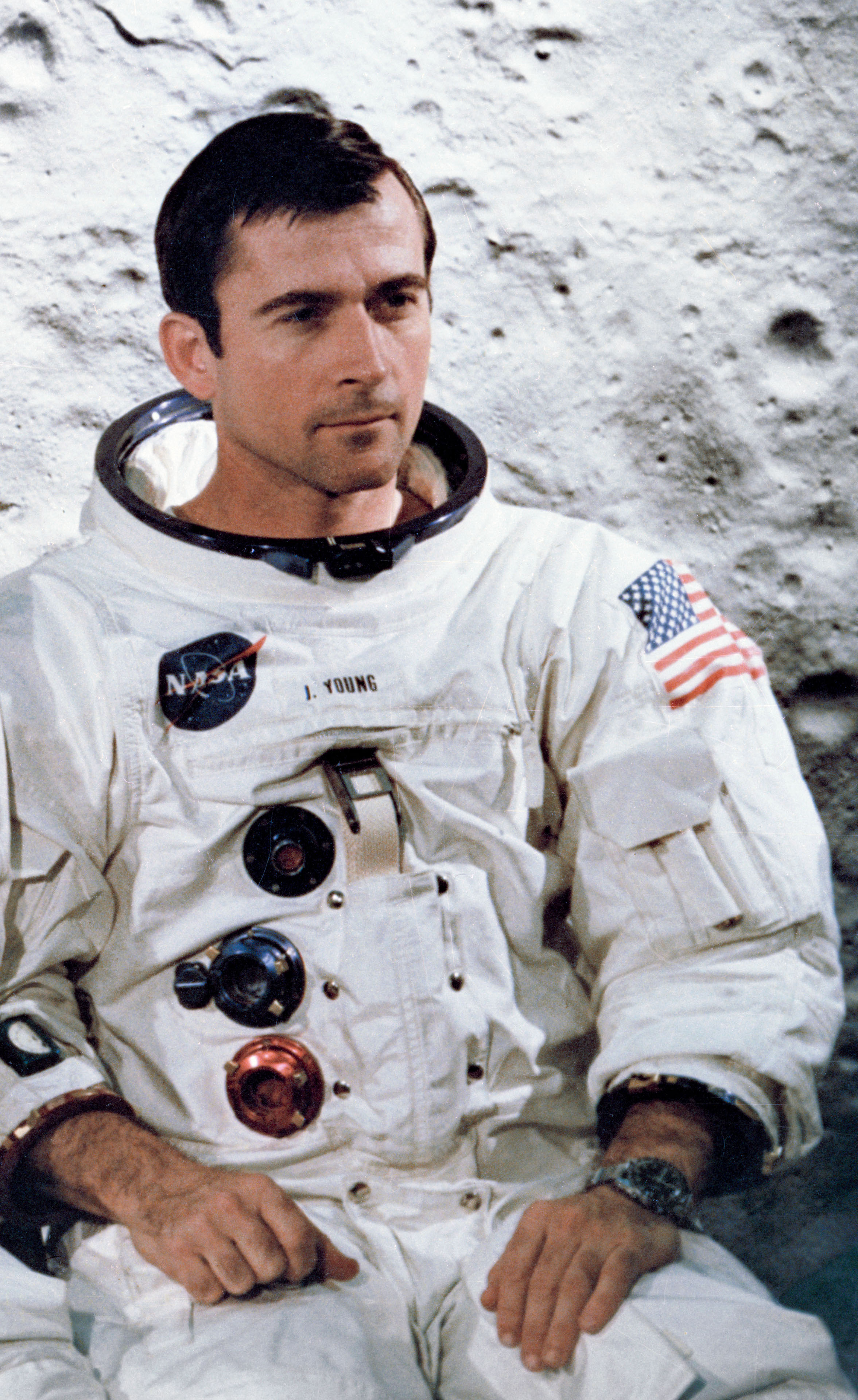
Young in an Apollo 10 crew portrait
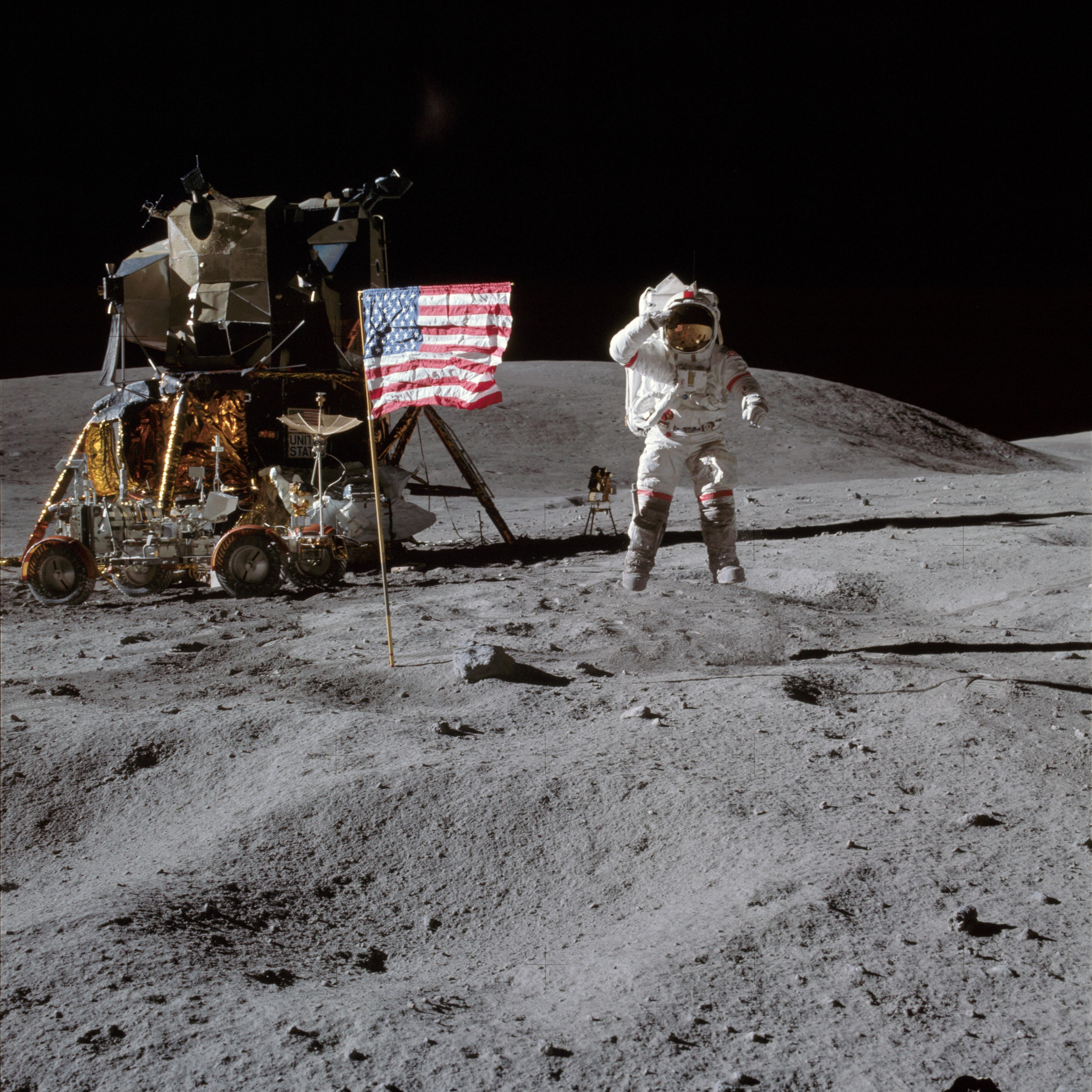
American flag